# Hiroshi Gamō
Hiroshi Gamou (ガモウひろし, Hiroshi Gamō?) es un escritor de manga conocido por sus trabajos para la revista semanal japonesa Shonen Jump, nacido en Tokio, Japón en 1962. 
Su trabajo más famoso es la serie de manga Tottemo! Luckyman. Este personaje se caracteriza por ser un estudiante de apariencia  normal llamado Yoichi , tímido y pesimista  que se transforma en un superhéroe llamado Luckyman que lucha contra extraterrestres y enemigos que amenazan la paz de la Tierra y desean conquistarla.Este manga se produjo desde agosto de 1993 hasta julio de 1997 y sus capítulos fueron recopilados en 16 volúmenes.
Se rumorea que Hiroshi Gamou es también el autor de la serie Death Note (junto al dibujante Takeshi Obata), usando el seudónimo Tsugumi Ohba debido a las diversas pistas y referencias realizadas a través de ésta y su siguiente obra, Bakuman.
Actualmente, Hiroshi Gamou reside en Koshigaya, prefectura de Saitama en Japón.

## Trabajos destacados
- Tottemo! Luckyman
- Boku wa Shonen Tantei Dan♪♪
- Bakabakashino!!